# 프라이브레드
프라이브레드(영어: frybread) 또는 다흐 디닐가주(나바호어: dah diníilghaazh)는 기름, 쇼트닝 또는 라드에 납작한 반죽 빵을 튀기거나 튀긴 아메리카 원주민의 요리이다.

## 역사
아메리카 원주민이 땅을 빼앗기고 미국 연방 정부의 식량 배급을 받아 살아가게 되었을 때, 배급 식량이었던 밀가루, 라드, 설탕을 이용해 프라이브레드를 만들어 먹었다. 달고 기름진 음식인 프라이브레드는 그 후 아메리카 원주민의 비만 및 성인병 문제에 일조했다.

## 사진 갤러리

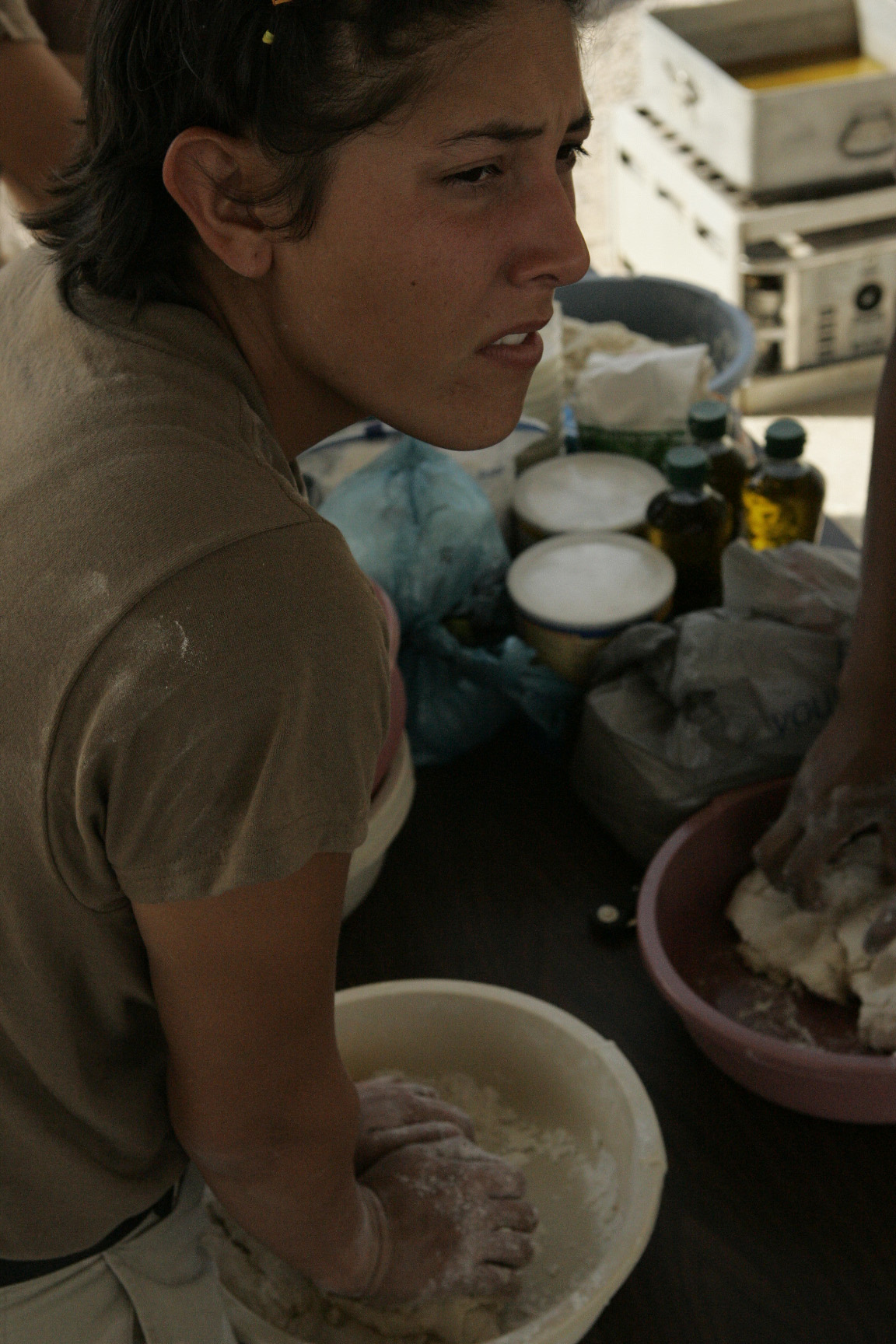
다흐 디닐가주 만들기
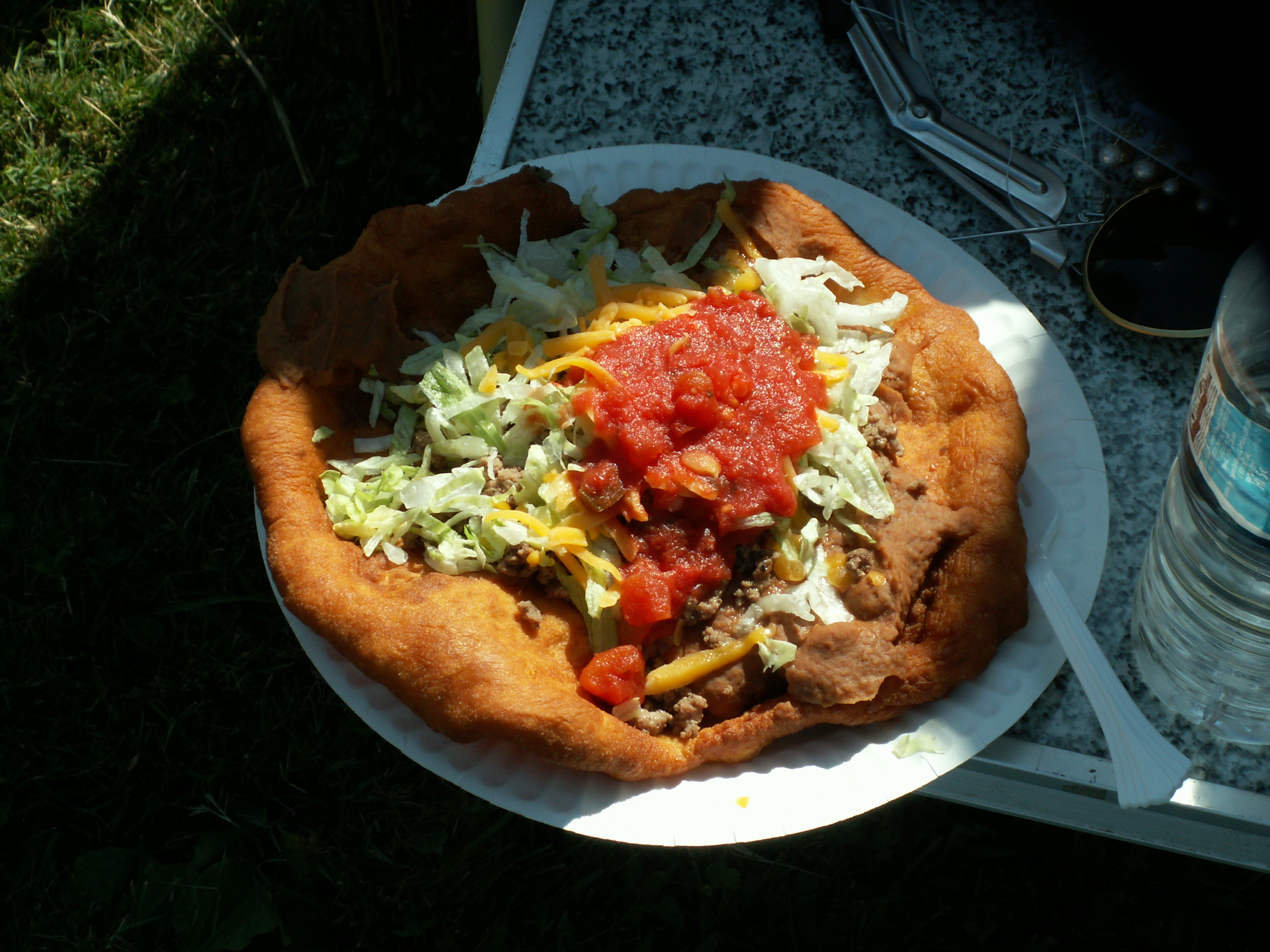
나바호 타코(프라이브레드 타코)

## 같이 보기
- 란고시
- 보르초그
- 유탸오